# 대체 역사
대체 역사(代替歷史, 영어: alternate history, alternative history, alternative reality)는 하나 또는 여러 역사적 사건들이 다르게 전개되는 이야기를 담은 문학 장르이다. 대체 역사는 역사상의 중요한 시점들에서의 "만약"의 시나리오를 가지고 역사적 사실 이외의 결과들을 내놓는다. 이야기는 추측이지만, 과학적 사실에 근거하기도 한다. 대체 역사는 SF이나 역사 소설의 하위 장르로 분류될 수 있다. 대체 역사는 이러한 장르들에서 사용되는 소재가 들어 있기도 하다.
1950년대부터, 이 장르는 대규모로, 대체 역사 사이의 시간 여행, 한 우주에서의 다른 우주에 대한 초자연적 인지, 역사가 둘 이상의 흐름으로 나뉘는 결과를 낳는 시간 여행 등을 다루는 과학 소설과 합쳐져 왔다. 시간 이동과 대체 역사 장르는 매우 가깝게 엮어져 둘을 떼어서 생각할 수 없게 되었다.

## 정의
대체 역사는 "저자가 특정한 역사적 사건이 다른 결과를 낳았다면 역사의 방향이 어떻게 바뀌었을지 가정하는 문학 장르"로 정의된다. 미국의 과학 소설 편집자 스티븐 H 실버(Steven H Silver)에 따르면, 대체 역사에는 세 가지가 필요하다. 저자의 집필 시점보다 앞선 이 세계와의 분기점, 알려진 대로의 역사를 바꾸는 변화, 변화의 결과에 대한 검증이 그것이다.
몇몇 문학 장르들이 대체 역사로 오인되었다. 아서 C. 클라크의 《2001: 스페이스 오디세이》나  조지 오웰의 《1984》 같이 미래를 배경으로 한 과학 소설이었지만 지금은 과거가 된 경우는 저자가 집필 시점 이전을 바꾸지 않았으므로 대체 역사가 아니다. 문학이나 기록 형식의 역사 소설 중 역사적으로 일어나지 않은 것을 다룬 작품이라도 역사의 결과에 영향을 미치지 못한 작품은 대체 역사와는 구분된다.

## 역사

### 서양 고전

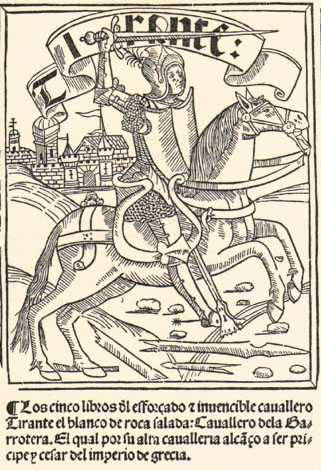
조아노 마르토렐의 백색의 티란트 카스티야어 초판 표지

최초의 대체 역사는 티투스 리비우스의 《로마사》(Ab Urbe Condita Libri, 제9권 17-19장)에서 찾아볼 수 있다. 리비우스는 기원전 4세기에 알렉산드로스 대제가 동방이 아닌 서방을 정복하는 것을 상상해 보았다. 그는 "만약 고대 로마가 알렉산드로스와의 전쟁에 엮였다면 결과가 어떻게 되었을까?"라고 질문했다. 리비우스는 로마인들이 알렉산드로스를 이겼을 것이라고 결론지었다.
다른 예는 조아노 마르토렐(Joanot Martorell)의 기사 서사시 백색의 티란트(Tirant lo Blanch)(1490)인데, 투르크의 콘스탄티노플 함락이 크리스트교 유럽에 악몽으로 남아 있을 때 쓰여졌다. 이야기는 브로타뉴에서 온 백색의 티란트라는 기사가 궁지에 몰린 비잔티움 제국으로 가서 군 사령관이 된 후 메흐메트 2세의 군대와 싸운다. 그는 도시를 이슬람의 정복으로부터 구하고, 투르크가 정복했던 이전 영토까지 쫓아간다.

### 19세기
대중을 위해 대규모로 출판된 최초의 대체 역사 소설 중 하나는 루이 조프루아(Louis Geoffroy)의 《세계 제국의 역사: 나폴레옹과 세계 정복》(1812–1832)(Histoire de la Monarchie universelle: Napoléon et la conquête du monde (1812–1832))으로, 나폴레옹의 프랑스 제1제국이 1811년 러시아 원정과 1814년 영국 정벌에서 승리를 거두고, 이후 전 세계를 나폴레옹의 지배하에 두는 것을 상상하는 내용이다.
영어에서 최초로 알려진 대체 역사는 1845년에 발간된 너새니얼 호손의 단편소설 〈P.의 서신〉(P.'s Correspondence)이다. 이야기는 달라진 1845년에서의 인식으로 인해 "미친 사람"으로 취급되는 사람의 이야기로, 현실에서 죽은 지 오래된 로버트 번스, 조지 고든 바이런, 퍼시 비시 셸리, 존 키츠, 배우 에드먼드 킨(Edmund Kean), 정치인 조지 캐닝(George Canning), 심지어 나폴레옹 보나파르트 등의 유명인들이 아직도 살아 있다.
영어 최초의 대체 역사 장편 소설은 카스텔로 홀퍼드(Castello Holford)의 《아리스토피아》(Aristopia)(1895)다. 조프루아의 《세계 제국의 역사》만큼 민족주의적이진 않지만, 《아리스토피아》도 이상 사회를 다루려는 시도이다. 이 책에서는 버지니아의 첫 이주민들이 금으로 된 암초를 발견해 북아메리카에 이상 사회를 건설할 수 있게 된다.

### 20세기 초 대중 문학
많은 대체 역사 소설이 19세기 말과 20세기 초에 등장했다(찰스 피트리(Charles Petrie)의 만약에: 왕당파의 환상(If: A Jacobite Fantasy)(1926) 등). 1931년, 영국의 역사가 존 스콰이어 경(Sir John Squire)은 문집 만약 다르게 일어났더라면(If It Had Happened Otherwise)에서 당대의 주요 역사가들의 에세이들을 모았다. 이 작품에서, 주요 대학의 교수들과 작가들이 "만약 스페인에서 무어인들이 승리했다면"이나 "만약 루이 16세가 확고부동한 성격이었다면" 같은 질문에 관심을 둔다. 에세이는 심오한 학술적 분석부터 헨드릭 빌럼 판 론의 20세기 맨해튼 섬에서의 독립된 네덜란드 도시 국가에 대한 풍자까지 담고 있다. 힐레어 벨럭, 앙드레 모루아, 윈스턴 처칠 등의 작가들이 참여했다.

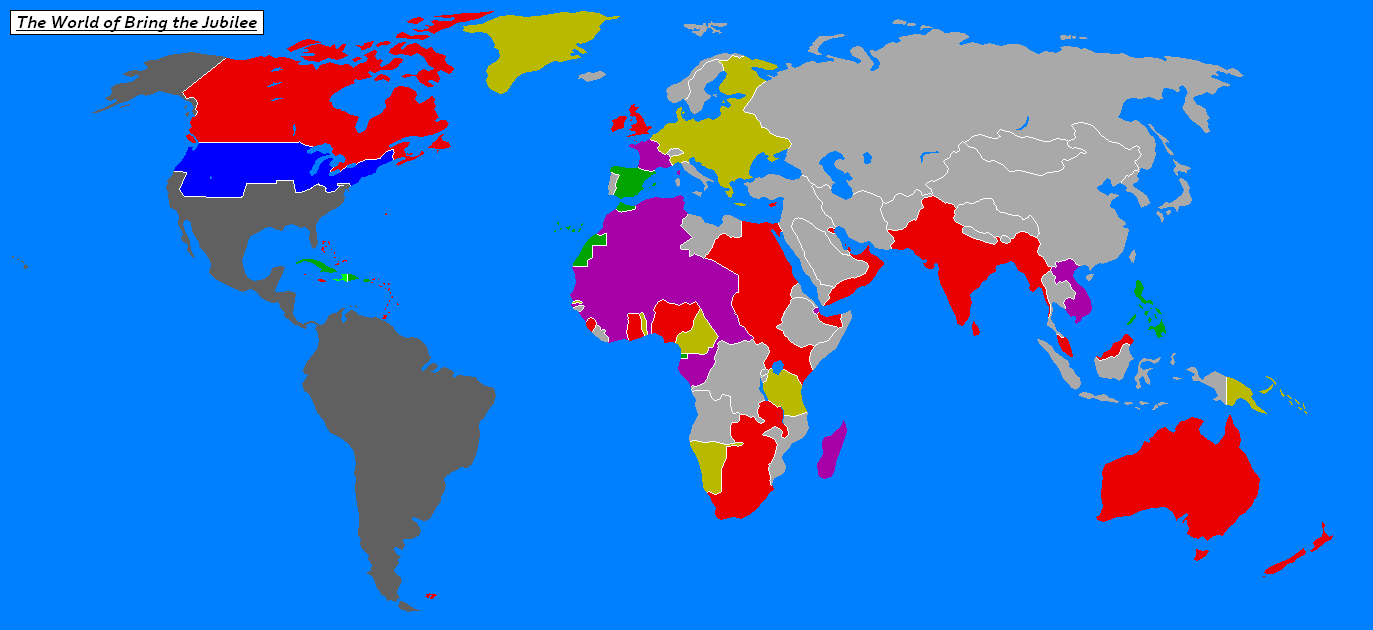
워드 무어의 희년을 선포하라의 "남부 독립 전쟁" — 가상의 미국 남북 전쟁 —에서 남부가 승리한 세계의 1952년 지도

위의 스콰이어 경의 책 속 글들 중에는, 미국 남북 전쟁에서 남부가 승리한 세상의 역사가의 관점에서 저술된, 처칠의 "만약 리 장군이 게티즈버그 전투에서 승리하지 못했다면"이 있다. 이 글은 만약 북부가 승리했다면 어떻게 되었을까를 상상한다(즉, 대체 역사에서의 인물이 현실 세계와 비슷한 세계를 상상한다는 것이다). 대체 역사 속 관점에서 추측을 하는 이러한 기법은 "반복 대체 역사(recursive alternate history)"나 "이중 추측(double-blind what-if)", 또는 "대체 대체 역사(alternate-alternate history)"로 알려져 있다. 처칠의 에세이는 워드 무어(Ward Moore)의 〈희년을 선포하라〉(Bring the Jubilee)에 일부 영향을 주었는데, 여기서는 로버트 E. 리 장군이 게티즈버그 전투에서 승리하면서, 마침내 남부가 미국 남북 전쟁(작중 "남부 독립 전쟁")에서 승리하게 되는 길을 닦는다. 주인공 호긴스 백메이커(Hodgins Backmaker)는 게티즈버그 전투 당시로 시간 여행을 해 우연히 역사를 바꾸고, 현실에서의 역사가 발생해 결국 북부의 승리라는 결과를 낳는다.
이 시기의 대체 역사에 대한 (최초로 한 세계에서 다른 세계로의 시간 여행을 분명하게 등장시킨) 또 다른 예는 H. G. 웰스의 《신들과 같은 인간》(Men Like Gods)(1923)로, 몇 명의 영국인들이 우연히 타임머신을 발견해 더욱 평화롭고 이상적인 영국으로 이동한다. 윈스턴 처칠을 풍자한 인물이 이끄는 영국인들이 권력을 잡으려 하자, 이상향의 사람들은 그들에게 광선총을 쏘아 다른 세계로 보낸다. 웰스는 대체 역사 세계에서 다중 우주론을 제시하는데, 이는 《타임머신》과 함께 이후 미국 대중 소설 작가들에게 유명해지게 된다. 하지만 이런 영웅 이야기는 하나의 대체 역사만 보여주므로, 이야기는 일반 대체 역사와 크게 다르지 않다.

### 현대 대중 문학

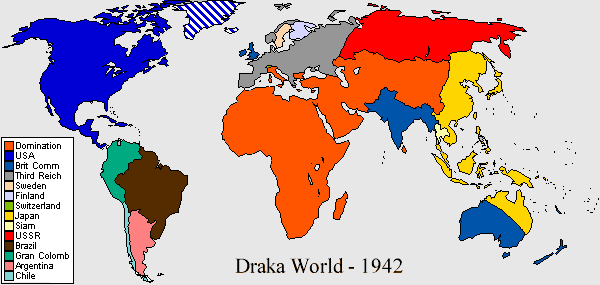
스털링의 지배(The Domination) 시리즈에서 묘사된 1942년의 세계

1980년대 후반과 1990년대에는 대체 역사가 대중 문화에서 호황을 누렸는데, 다작 대체 역사 작가 해리 터틀도브의 등장, 스팀펑크 장르의 발달과 두 문집 시리즈—그레고리 벤퍼드의 《어떻게 되었을까》(What Might Have Been) 시리즈와 마이크 레스닉의 대체의...(Alternate ...) 시리즈—의 주도가 있었다. 이 기간에는 S. M. 스털링(S. M. Stirling), 킴 스탠리 로빈슨, 해리 해리슨(Harry Harrison), 하워드 월드롭 등의 대체 역사 작품도 등장했다.

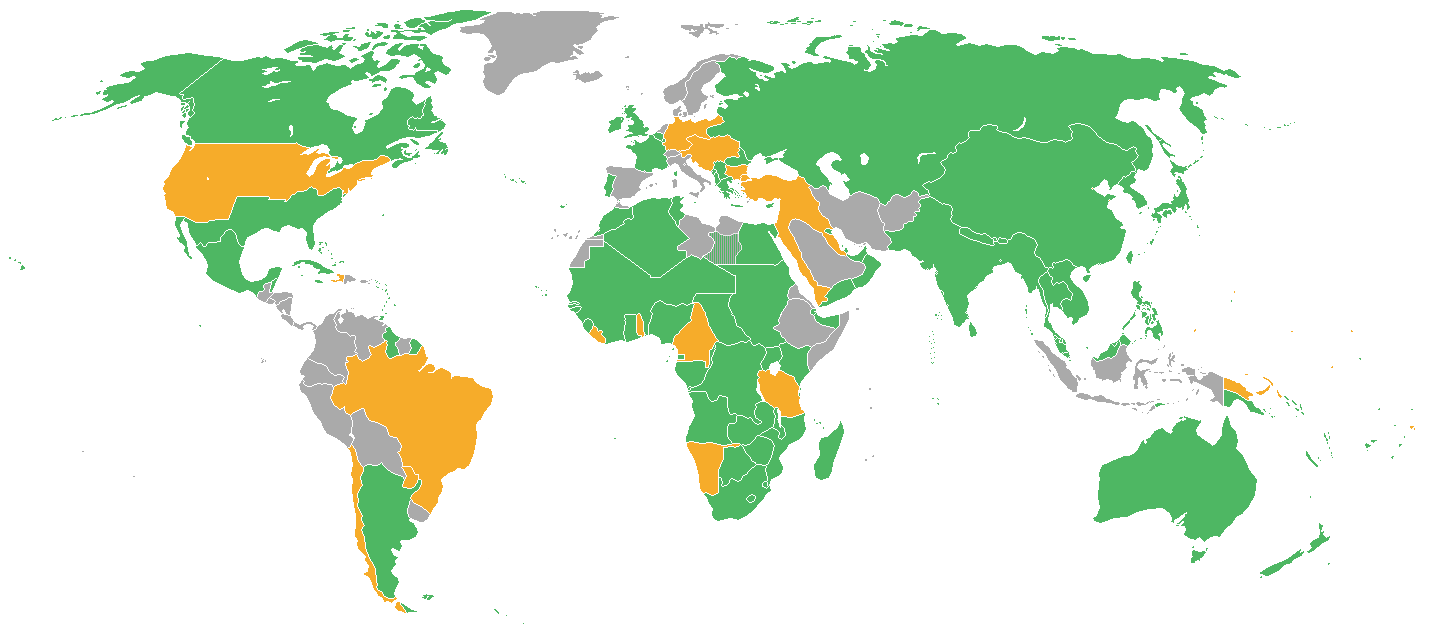
터틀도브의 연표 191(남부의 승리) 시리즈에서의 제1차 세계 대전

1990년대 후반부터, 해리 터틀도브는 현역 최대의 다작 대체 역사 작가이며, "대체 역사의 마스터"라는 칭호도 붙었다. 그의 책들에는, 남부가 미국 남북 전쟁에서 승리한 반면, 북부와 독일 제국이 1910년대와 1940년대 두 번의 "대전쟁"에서 (흑인들을 학살하려 하는 나치화된 남부 및)연합군을 패배시키는 내용의 연표 191(Timeline 191)(일명 남부의 승리(Southern Victory)) 시리즈와, 외계인이 제2차 세계 대전 당시의 지구를 침공하는 월드워(Worldwar) 시리즈 등이 있다. 터틀도브의 다른 작품들로는 빙하기 당시 아메리카 대륙에 아시아인들이 이주하지 않은 다른 몸(A Different Flesh), 나치 독일이 제2차 세계 대전에서 승리한 내 원수의 목전에서(In the Presence of Mine Enemies), 스페인 무적함대가 엘리자베스 1세 시대에 영국 정벌에 성공하고, 윌리엄 셰익스피어가 영국인들이 스페인 정복자들에게 저항하도록 독려할 극본을 쓰게 되는 지배받는 브리타니아(Ruled Britannia) 등이 있다. 그는 또한 리처드 드라이퍼스와 공저로 책을 집필했는데, 두 조지(The Two Georges)에서는 영국이 아메리카 식민지를 유지하고, 조지 워싱턴과 조지 3세가 평화 협정을 맺는다. 그는 일본이 진주만 공격과 함께 하와이 제도를 침공해 점령하는 두 권의 시리즈도 집필했다. 그리고 현대의 백인 우월주의 단체가 남북전쟁의 결과를 바꾸기 위해 남부군에게 AK-47을 보급해준다는 The Guns of the South라는 소설도 창작하였다.

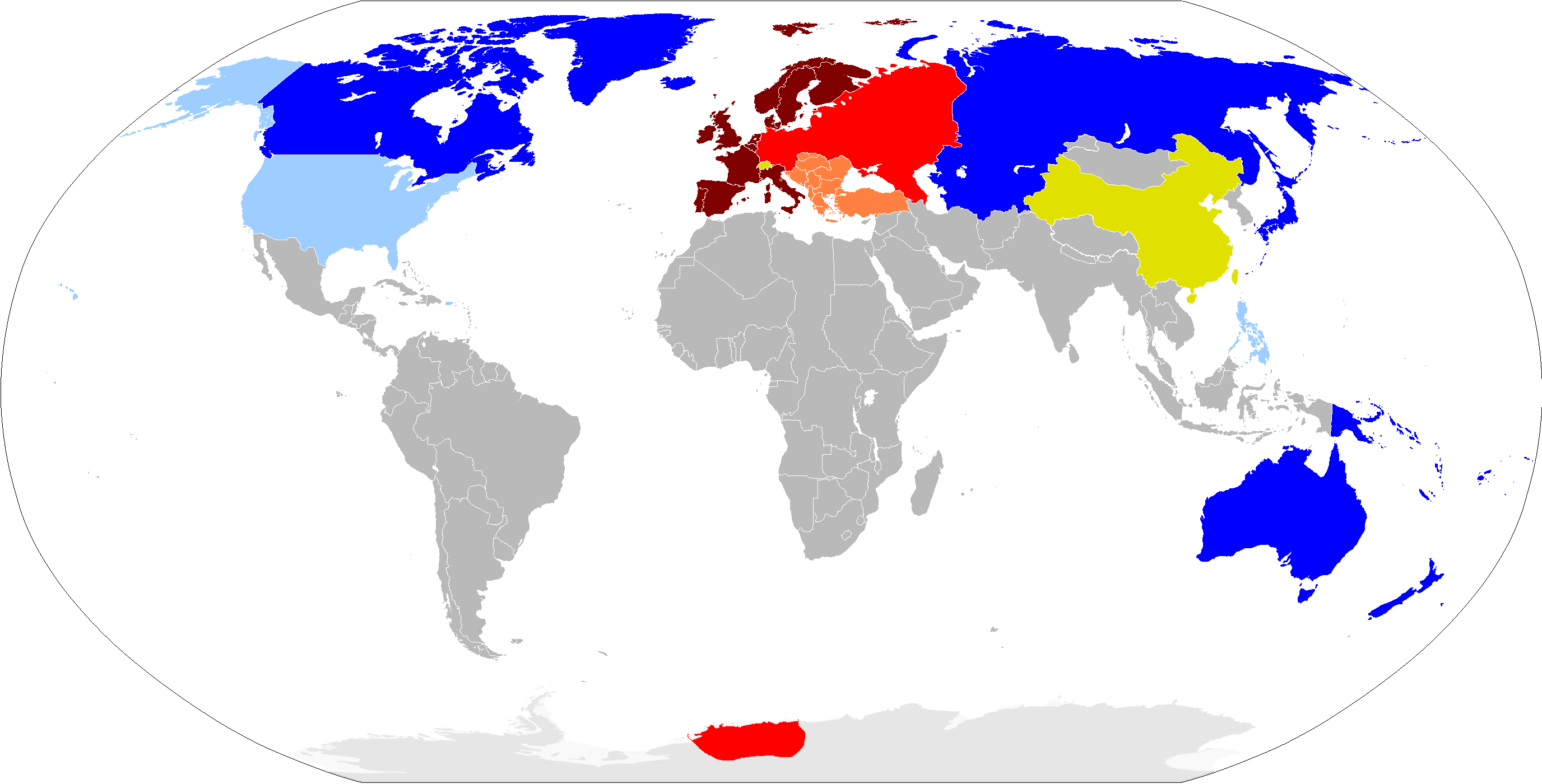
독일이 제2차 세계 대전에서 승리한 소설 《당신들의 조국》에서의 1964년의 세계

대체 역사 대중 소설이 가장 자주 다루는 주제는 나치 독일이 제2차 세계 대전에서 승리한 세계이다. 몇몇에서는 나치 독일과 추축국들이 전 세계를 정복한다. 다르게는, 세계의 대부분을 정복하고 "미국 요새"가 공격을 당한다. 또 다르게는, 현실에서의 미국/소련과 비슷한 독일/일본 간 냉전이 벌어진다. 로버트 해리스의 《당신들의 조국》(1992)은 나치 독일의 승리 이후의 유럽을 배경으로 한다. 제임스 P. 호건의 《프로테우스 작전》(The Proteus Operation)과 같이, 몇몇 작가들은 이러한 세계에서 시작하지만 시간 여행 소재를 집어넣는다. 노먼 스핀래드는 1972년에 《강철 꿈》(The Iron Dream)을 집필했는데, 아돌프 히틀러가 1920년대에 유럽에서 북아메리카로 이주한 이후에 쓴 과학 소설의 형식으로 쓰였다.

### 인터넷상의 대체 역사
대체 역사 팬들은 인터넷의 극초기부터 자신들의 작품을 전시하고 대체 역사를 찾는 팬들에게 유용한 도구를 제공하기 위해, 처음에는 유즈넷 그룹을, 이후에는 데이터베이스와 포럼을 사용해 왔다.
유즈넷 대체 역사 목록(Usenet Alternate History List)은 1991년 4월 11일 유즈넷 뉴스그룹의 rec.arts.sf-lovers에 처음 업로드되었다. 1995년 5월, 뉴스그룹 soc.history.what-if가 대체 역사를 전시하고 논의하기 위해 만들어졌다. 유즈넷의 유명도는 더 유명한 웹 포럼, 특히 현재 자칭 "인터넷 최대의 대체 역사 팬 모임"인 AlternateHistory.com, 으로의 이주와 함께 감소했다.
이러한 논의 포럼에 더해, 1997년 유크로니아: 대체 역사 목록(Uchronia: The Alternate History List) 온라인 저장소가 만들어져, 현재 2,900개 이상의 다언어 대체 역사 소설, 에세이, 문서들을 저장하고 있다. '유크로니아'는 사이파이의 "금주의 과학소설 사이트"에 두 번 선정되었다.
몇몇 아마추어 작가들의 협업 시도가 주목할 만한 성과를 이루었다. 일 베티사드의 기여자들이 두 인공어를 만들어냈다: 브리터니그와 베네딕이 바로 그것이다.

## 다른 장르와의 결합

### 시간 여행
H. G. 웰스의 "시간 여행"이나 "다중 우주"의 변형은 머리 라인스터의 1934년 단편 〈시간 속 곁눈질〉(Sidewise in Time)로 발전했는데, 여기서는 지구 표면의 지역들이 대체 역사 세계의 상대와 위치를 바꾸기 시작한다.
프레드릭 브라운은 이 장르를 이런 미친 우주(What Mad Universe)(1949)에서 대중 과학 소설과 청소년 독자들—그리고 외세의 침략에 대한 두려움—을 풍자하기 위해 사용했다. 클리포드 D. 시맥의 〈태양 주위를 돌다〉(Ring Around the Sun)(1953)에서는, 영웅의 이야기가 인간이 나타나지 않고 돌연변이 무리들이 거주지를 만든 대체의 지구에서 끝난다. 이 이야기에는 저자의 매카시즘 및 냉전에 대한 불안이 드러나 있다.
제2차 세계 대전 시기에는 L. 스프레이그 드 캠프(L. Sprague de Camp)의 시간 여행 소설 《어둠이 무너지지 않도록》(Lest Darkness Fall)이 출간되었는데, 미국의 학자가 비잔티움 제국의 동고트인 정벌 당시의 이탈리아로 시간 여행을 한다. 시간 여행자 마틴 패드웨이(Martin Padway)는 역사의 영구적 변동을 일으키고 새로운 시간의 흐름을 만듦으로써, 대체 역사를 일으키게 된다.
1940년대 후반과 1950년대, H. 빔 파이퍼(H. Beam Piper), 새뮤얼 머윈 주니어, 안드레 노튼(Andre Norton)은 모든 대체 역사가 공존하고 포털과 시간 여행 캡슐을 이용해 서로 오갈 수 있는 다중 우주를 배경으로 한 스릴러를 집필했다. 이 작가들은 제임스 본드 식의 비밀 요원들의 첩보망(파이퍼의 작중 "시간이동 경찰(paratime police)")을 통해 시간 여행 기술이 없는 세계를 이용하거나 보호하는 비밀스러운 무역 세력을 보여 준다.
역사적 분기나 시간 여행 전에 예정되었던 미래를 바꾸는, 분기의 원인으로서의 시간 여행은, 대중적인 주제로서 계속되었다. 워드 무어의 희년을 선포하라에서는, 주인공이 남부가 미국 남북 전쟁에서 승리한 대체 역사에서 살고, 시간 여행을 해 게티즈버그 전투에서 북부의 승리를 가져오게 된다.
이야기의 시간 여행이 새로운 세계를 만드는 것이 아닌 미래의 시간을 전부 바꾸게 되는 것이라면, "시간 순찰대(time patrol)"라는 장치가 종종 사용되는데, 특히 — 수호자들이 "올바른" 역사를 지키기 위해 시간을 앞뒤로 이동하는 — 폴 앤더슨의 시간 순찰대 시리즈에서이다. 이 시리즈에서 가장 유명한 파괴되어야 한다(Delenda Est)에서는, 시간 여행의 영향이 카르타고가 제2차 포에니 전쟁에서 승리하고 로마를 파괴하게 만들어 현재에 엄청난 결과를 불러오게 한다.
더 최근의 예는 스티븐 프라이의 《역사 만들기》(Making History)로, 타임머신이 역사를 바꾸는 데 사용되어 아돌프 히틀러가 태어나지 않는다 — 역설적으로 제3제국이 더 능숙한 지도자를 갖게 되고, 바뀐 세계에서 제3제국이 더 높은 위치에 올라 존속하게 되는 결과를 불러온다.
현대에 출간된 시간 여행 스릴러들은 다른 세계들을 설명하기 위해 종종 양자역학에서의 다세계 해석(1957년 휴 에버렛 3세에 의해 주창됨)을 인용한다. 몇몇 과학 소설 작가들은 세계의 분기가 인간의 결정과 자유 의지에 달려 있다고 설명하기도 하고, 역사의 특정 시점에서의 원자 단위의 차이를 거시적 차이로 증폭시키기 위해 혼돈 이론에서의 나비 효과에 의지하기도 한다. 그러한 방법으로, 과학 소설 작가들은 보통 특정한 역사적 분기점에서 차이가 일어나게 한다.

### 판타지

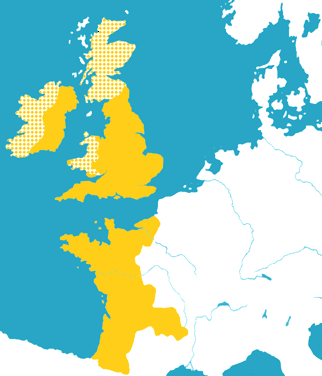
랜들 개릿의 다아시 경 시리즈에서의 분기 이전인 1172년의 영국

많은 판타지와 과학 소설들이 현실 세계와 비슷하지만, 마법이 더해진 세계를 배경으로 한다. 몇몇은 분기점을 두지만, 몇몇은 마법이 역사 전체에 걸쳐 변화를 일으키게도 한다. 역사적으로 비슷하지만 다른 물리 법칙을 따르는 세계의 한 예로는 폴 앤더슨의 세 심장과 세 사자(Three Hearts and Three Lions)로, 샤를마뉴 대계가 역사적 사실이며, 강력한 요정이 존재한다. 저자가 분기점을 둔 유럽사에는 랜들 개릿의 다아시 경 시리즈가 있다: 수도승이 과학 대신 마법을 사용한다. 이 세계의 주요 분기점은 1199년으로, 리처드 1세가 샬뤼(Châlus) 포위에서 살아남아 잉글랜드로 돌아가며, 강력한 영국이 20세기까지 존속하게 한다.
조나단 스트레인지 & 미스터 노렐(Jonathan Strange & Mr Norrell)은 300년 넘게 노섬브리아에 존재했던 마법을 통해 세워지고 "검은 왕(the Raven King)"에 의해 다스려지는 여러 왕국이라는 대체의 잉글랜드를 배경으로 한다. 패트리샤 리디(Patricia Wrede)의 섭정(Regency)에서는 영국에 왕립 마법사회가 있고, 폴 앤더슨의 한여름밤의 폭풍(A Midsummer Tempest)에서는 배경인 찰스 1세와 올리버 크롬웰 시대에서 윌리엄 셰익스피어가 위대한 역사가로 기억되고, 잉글랜드 내전의 다른 결과와 더 빨라진 산업 혁명이 일어난다.
오슨 스콧 카드의 앨빈 메이커 이야기(The Tales of Alvin Maker)는 대체의 미국에서의 19세기 초를 배경으로 한다. 분기는 그 이전에 일어났다: 올리버 크롬웰 치하의 잉글랜드에서 "메이커(makers)"들과 "낵스(knacks, 초자연적 능력)"를 보이는 이들을 북아메리카 대륙으로 추방한다. 그에 따라 초기 북아메리카 식민지 주민들은 이러한 이들을 감싸고, 그들의 일상으로 받아들인다. 대륙의 정치 구조가 상당히 변하여, 각각 하나는 영국과 동맹하고, 하나는 유배된 왕당파들이 다스리는 두 영국 식민지가 작은 "아메리카" 국가를 이룬다. 실제의 역사적 인물들은 다르게 비추어진다: 벤저민 프랭클린은 최고의 "메이커"로 숭배되고, 조지 워싱턴은 영국군의 손에 처형되며, 토머스 제퍼슨은 대륙인들과 영국인들 간 협상의 결과로 "애팔래치아"의 초대 대통령이 된다.
키스 로버츠의 파반춤(Pavane)은 스페인의 엘리자베스 1세 암살을 통해 스페인 무적함대가 영국을 정벌한 후 기술적으로 퇴보한 세계를 배경으로 하며, 요정이 존재했지만 근대의 발전을 피해 다녔다는 가정이 분기를 가능하게 했다: 요정들이 비밀 역사에서 계속 등장한다.
마법 버전의 세계사가 현대를 배경으로 할 때, 대체 역사와, 비밀 역사의 형태를 취하는 현대 판타지 사이의 구분은 명확해진다. 건설 회사가 스포츠 대회의 스탠드를 세울 때 마법을 사용하는 로버트 A. 하인라인의 마법 주식회사(Magic, Incorporated)와 진이—원자 폭탄과 함께—중요한 전쟁 병기로 사용되는—미국과 주요 국가들이 이것은 비밀 역사가 아니라는 것을 명백히 하는—폴 앤더슨의 카오스 작전(Operation Chaos) 및 그 외전 루나 작전(Operation Luna)등이 있다.
시간이동 경찰의 판타지 버전은 아동문학 작가 다이애나 윈 존스의, 마법사가 비밀 요원의 자리를 맡는, 크레스토먼시(Chrestomanci) 4부작(1977–1988)에서 발전한다. 이 시리즈의 소설 중, 마녀 주간(Witch Week)은 현실보다는 크레스토먼시 시리즈의 세계의 대체 역사를 생생히 묘사한다(마녀들이 방문하는 세계들에서는 "정상적" 역사에서 벗어나게 만든 분기점도 존재한다).
일본 작가 아라마타 히로시(荒俣宏)는 초자연적 현상의 영향을 받은 20세기 도쿄의 역사를 상상한 획기적인 제도 이야기(帝都物語)를 발간했다.

### 게임
대체 역사는 많은 비디오 게임들의 흥미로운 배경이다. 대체 역사 게임의 유명한 사례는 커맨드 앤 컨커: 레드 얼럿이다. 1996년에 발매되었으며, 게임은 1946년에 알베르트 아인슈타인이 제2차 세계 대전을 막기 위해 시간 여행을 해서 1924년 아돌프 히틀러가 석방된 직후에 그를 제거하는 데 분기점을 둔다. 그는 임무에 성공하지만, 이 과정은 이오시프 스탈린과 소련이 유럽 정복을 위해 대규모 전쟁을 일으킬 만큼 강대해지게 한다.
컴퓨터 롤플레잉 게임 폴아웃 시리즈에서는 제2차 세계 대전 이후의 역사가 현실과 달라져 레트로퓨처한 세계로 향하게 된다. 예를 들어, 전쟁이 끝나고 조금 있어 핵융합 기술이 발명되지만, 트랜지스터는 발달하지 못한다. 그 결과는 1950년대의 미래상같이, 현재는 쓸모없어진 기술인 진공관을 단 인공지능 등의 첨단 기술이 등장하는 미래이다.
울펜슈타인: 더 뉴 오더는 나치 독일이 높은 기술력을 얻어 제2차 세계 대전에서 승리한 대체의 1960년을 배경으로 한다.

## 유명 작가들의 대체 역사

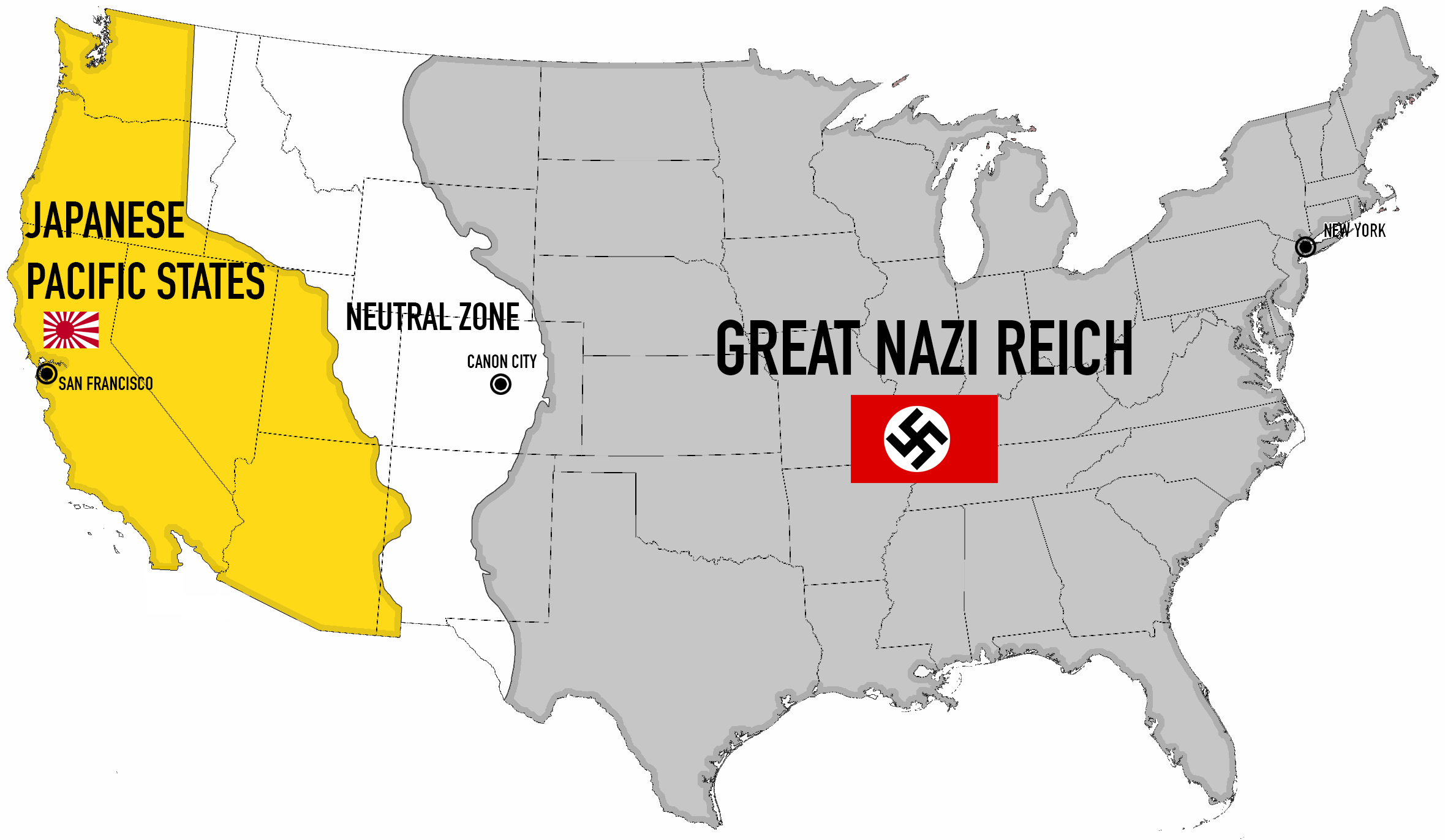
필립 K. 딕의 높은 성의 사나이에 기반한 높은 성의 사나이 TV 드라마에서의 미국 지도

1962년, 필립 K. 딕은 《높은 성의 사나이》를 출간했는데, 이는 나치 독일과 일본 제국이 제2차 세계 대전에서 승리한 대체 역사이다. 이 책에는 "대체 대체 역사"의 한 예가 들어 있는데, 등장 인물들 중 하나가 현실 세계와는 다르지만 연합군이 전쟁에서 이긴 현실을 다루는 책의 저자이다.
블라디미르 나보코프의 〈아다 또는 정열: 한 가족의 일대기〉(Ada or Ardor: A Family Chronicle)(1969)가 그 뒤를 따랐는데, 러시아 제국의 북아메리카 영토에서 일어나는 근친상간의 이야기로써, 딕의 "대체 대체 역사" 아이디어를 빌린다(나보코프의 세계관 속 영웅은 현실 세계로 보이는 "상대 세계"의 소문에 의해 무너진다). 몇몇 비평가들은 상대 세계에 대한 설명을 아다의 세계 자체가 영웅의 상상이기 때문인 것으로 해석한다(딕의 소설에서 등장하는 또 하나의 주제). 놀랍게도, 아다의 등장 인물들은 그들의 세계가 복제된 것임을 인지하고 "안티테라(Anti-Terra)"라 부르면서 상대 세계를 "테라(Terra)"라 부른다. 안티테라에서는 역사뿐 아니라 과학도 다른 길을 갔다: 현실 세계와 같은 기술을 사용하지만, 전기 대신 물에 기반한 것이라, 아다의 등장 인물이 장거리 전화를 할 때, 수압을 채우기 위해 집 안 모든 화장실의 물을 내린다.
아이작 아시모프의 단편 만약에—(What If—)는 텔레비전 비슷한 장치를 통해 대체 역사 세계를 탐험할 수 있는 두 사람에 대한 이야기이다. 이 아이디어는 아시모프의 1955년 소설 영원의 끝(The End of Eternity)에서도 찾아볼 수 있다. 작중 "영원"들은 사람들이 알지 못하는 사이에 현실 세계를 바꿀 수 있다.
킹즐리 에이미스는 1967년에 소설 변화(The Alteration)의 배경을 20세기로 정했지만, 종교 개혁의 주요한 사건들이 일어나지 않았고, 개신교는 독립된 뉴잉글랜드 공화국에서 제재를 받고 있다. 마르틴 루터는 로마 가톨릭과 화해하고 이후 교황이 된다.
마이클 셰이본은 2007년 소설 《유대인 경찰연합》에서 대체 역사 장르에 참여했다. 이 책은 이스라엘이 수립 초기에 파괴되고 많은 유대인들이 미국 정부가 유대인 거주구로 지정한 알래스카의 좁은 땅에서 사는 세계를 다룬다. 이야기는 유대인들의 준자치 도시국가 싯카에서 살인 사건을 해결하는 탐정을 따라간다. 스타일에 있어서, 셰이본은 유대인들의 역사와 문화에 간련된 사회적 문제를 다루면서도, 누아르와 탐정 장르에서 많은 것을 따 왔다. 유대인과 이스라엘의 대체 역사와는 별개로, 셰이본은 대체 역사 소설에서의 흔한 소재도 다룬다("만약 제2차 세계 대전에서 독일이 이겼다면?"). 작중 독일은 핵공격을 받아 패전한다.

## 한국에서의 대체 역사

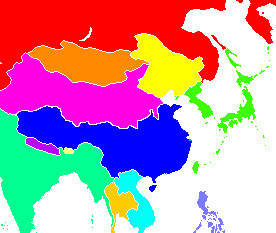
《비명을 찾아서》에서의 1987년(쇼와 62년)의 아시아 지도

한국의 근현대사는 고난과 역경의 순간이었다. 현실에서의 역사의 모습에 열등감을 느낀 사람들은 역사 속에서는 기회가 몇 번씩 있었다는 것을 떠올려냈다. 대표적으로 제국주의 시대 조선의 근대화, 한국 전쟁 당시 더글러스 맥아더 원수의 만주 핵공격 및 중화민국과의 연계 주장(노재성의 〈스탈린의 편지〉(2010)) 등에서의 가정이 제시되었다.
현대 한국 문학에서의 대체 역사 소설의 시작에는 1987년 복거일의 《비명을 찾아서》가 있다. 한국이 일본의 식민지로서 역사와 한국어 등 민족의 정체성을 상실한 1980년대를 그린 《비명을 찾아서》는 군사독재 체재의 현실을 우회적으로 비판하기 위해 대체 역사를 이용했다. 영화 2009 로스트 메모리즈는 《비명을 찾아서》의 모티브에 시간 여행 소재를 더했다.
2000년, 하이텔에 《한제국 건국사》가 연재되면서 폭발적인 인기를 누렸다. 이후 대체 역사 소설 작가들이 늘어나고, 같은 시간 여행을 다룬 《대한제국 연대기》(2010) 등의 여러 소설들이 출간되었다. 그러나 한국의 역사적 열등감을 씻어내려는 시도의 이러한 소설들 중 대부분은 극단적인 국수주의적, 제국주의적 면모에 지적이 적지 않은 추세이다.
2002년, 입헌군주제 대한민국의 모습을 그린 로맨스 만화 궁의 연재가 시작되었다. 2006년에는 드라마화된 궁이 방영되었다.

## 같이 보기
- 디젤펑크
- 세계관 (창작물)
- 역사수정주의
- 제2차 세계 대전의 추축국의 승리